# Ботенбах
Ботенбах (њем. Bottenbach) општина је у њемачкој савезној држави Рајна-Палатинат. Једно је од 84 општинска средишта округа Југозападни Палатинат. Према процјени из 2010. у општини је живјело 745 становника. Посједује регионалну шифру (AGS) 7340205.

## Географски и демографски подаци
Ботенбах се налази у савезној држави Рајна-Палатинат у округу Југозападни Палатинат. Општина се налази на надморској висини од 341 метра. Површина општине износи 6,2 km². У самом мјесту је, према процјени из 2010. године, живјело 745 становника. Просјечна густина становништва износи 121 становника/km².